# Jean-François Tournon
Jean-François Tournon, född 6 augusti 1905 i Bois-Colombes, död 12 april 1986 i Bois-Colombes, var en fransk fäktare.
Tournon blev olympisk bronsmedaljör i sabel vid sommarspelen 1952 i Helsingfors.